# António Joaquim Ferreira da Fonseca

António Joaquim Ferreira da Fonseca.

António Joaquim Ferreira da Fonseca (Trancoso, 1887 - 22 de Junho de 1937), foi um político português. 

## Carreira académica
António Joaquim Ferreira da Fonseca tirou o bacharelato em Direito na Faculdade de Direito da Universidade de Coimbra em 1910.

## Carreira profissional
Para além de advocacia, Ferreira da Fonseca ocupou vários cargos de direcção dos quais se destacam o de director da Junta do Crédito Público e o de Juíz Conselheiro e 13.° Presidente do Tribunal de Contas de 15 de Janeiro de 1932 a 22 de Maio de 1937. Em 1932, Ferreira da Fonseca funda a Tobis Portuguesa, sendo seu presidente.

## Carreira política
Ferreira da Fonseca inicia a sua carreira política em 1911 sendo deputado pelo distrito da Guarda, cargo que ocupará até 1926, excepto em 1919, durante o Sidonismo, em que é deputado por Gouveia.
À frente de cargos de direcção, foi responsável pelos seguinte ministérios:
- Ministério do Trabalho, de 22 de Novembro a 30 de Dezembro de 1920;
- Ministério das Finanças entre 21 de Janeiro e 8 de Março de 1920;[3]
- Ministério da Agricultura de 18 de Dezembro a 24 de Dezembro de 1923;
- Ministério do Comércio e Comunicações de 20 de Novembro de 1920 a 23 de Maio de 1921, e entre 18 de Dezembro de 1923 a 28 de Fevereiro de 1924. [4]

Em 1926, substitui João Chagas em Paris, na função de ministro de Portugal.